# Quimiosíntesis
La quimiosíntesis o quimioautotrofía consiste en la síntesis de materia orgánica a partir de materia inorgánica, generalmente dióxido de carbono, utilizando para ello la energía que se libera en reacciones de compuestos inorgánicos reducidos. Los organismos que realizan quimiosíntesis se denominan quimiosintéticos, quimoautótrofos, quimiolitótrofos o quimiolitoautótrofos; todos ellos son procariontes que usan como fuente de carbono el dióxido de carbono en un proceso similar al ciclo de Calvin de las plantas.
Un microorganismo quimiosintético es a su vez quimiótrofo porque su fuente de energía proviene de reacciones químicas en lugar de la luz; es  o sintético porque sintetiza compuestos orgánicos usando como fuente de carbono al CO2; y es también litótrofo porque su fuente reductora o donadora de hidrógeno y electrones es inorgánica.
La ecuación común de la quimiosíntesis, usando como molécula oxidable el sulfuro de hidrógeno es la siguiente:

La quimiosíntesis depende de la existencia de potenciales químicos importantes, los que acompañan a mezclas no estables de sustancias, las cuales aparecen solo localmente, allí donde los procesos geológicos las han generado. Así, cadenas alimentarias completas basan su existencia en la producción quimiosintética en torno a las emanaciones hidrotermales que se encuentran en las dorsales oceánicas, así como en sedimentos profundos.
Muchas bacterias en el fondo de los océanos usan la quimiosíntesis como forma de producir energía sin el requerimiento de luz solar, en contraste con la fotosíntesis la cual se ve inhibida en aquel hábitat. Muchas de estas bacterias son la fuente básica de alimentación para el resto de organismos del suelo oceánico, siendo el comportamiento simbiótico muy común.
Muchos de los compuestos reducidos que utilizan las bacterias, como el NH3 o el H2S son sustancias procedentes de la descomposición de la materia orgánica. Al oxidarlas, las transforman en sustancias minerales, NO3- y  SO42-, respectivamente, que pueden ser absorbidas por las plantas. Estas bacterias cierran, por tanto, los ciclos biogeoquímicos, posibilitando la vida en el planeta.
Muchos científicos creen que la quimiosíntesis podría mantener vida debajo de la superficie de Marte, Europa (luna de Júpiter) y otros cuerpos planetarios.

## Fases de la quimiosíntesis
La quimiosíntesis tiene ciertos paralelismos con la fotosíntesis; en ambas hay dos fases bien definidas, una en la que se genera ATP y poder reductor y otra en la que se fija el dióxido de carbono.

### Fase generadora de ATP y poder reductor
En esta fase se oxidan moléculas inorgánicas reducidas presentes en el medio; las principales son el hidrógeno (H2), el sulfuro de hidrógeno (H2S), el azufre elemental (S), el tiosulfato (S2O3–), el amoníaco (NH3), los nitritos (NO2–) y el hierro ferroso (Fe2+). Los electrones arrancados a estos sustratos ingresan en una cadena transportadora de electrones, análoga a la de la respiración mitocondrial; como en ella, el aceptor final de los electrones es el oxígeno, y se produce la fosforilación oxidativa, que genera ATP.
Para generar poder reductor, en forma de coenzimas reducidos (sobre todo NADH), una parte del ATP producido se utiliza para provocar un transporte inverso de electrones en la misma cadena transportadora.
Esta fase es análoga a la fase luminosa de la fotosíntesis, aunque completamente diferente, ya que no utiliza la luz para generar el flujo de electrones.

### Fijación de CO2
Los organismos quimiolitótrofos son autótrofos para el carbono, es decir, pueden incorporarlo a partir de carbono inorgánico en forma de CO2. La fijación del dióxido de carbono a la materia orgánica se realiza mediante el ciclo de Calvin, de una manera similar e inédita a la fase oscura de la fotosíntesis.

## Microorganismos quimiosintéticos
Según el sustrato utilizado, las bacterias se clasifican en los siguientes grupos:  
- Bacterias incoloras del azufre: Estas bacterias usan el H2S procedente de la descomposición de la materia orgánica, que abunda en las aguas residuales.
- Bacterias del nitrógeno: Oxidan compuestos reducidos de nitrógeno, en concreto el amoniaco (NH3), que transforman en nitratos (NO3-), el cual puede ser utilizado por las plantas.
- Bacterias del hierro: Oxidan compuestos ferrosos  a férricos.
- Bacterias del hidrógeno: Quimioautótrofas facultativas, que pueden utilizar el hidrógeno molecular.